# Ophioplinthaca lithosora
Ophioplinthaca lithosora är en ormstjärneart som först beskrevs av Hubert Lyman Clark 1911.  Ophioplinthaca lithosora ingår i släktet Ophioplinthaca och familjen knotterormstjärnor. Inga underarter finns listade i Catalogue of Life.